# Eric Bibb
Eric Bibb (16 de agosto de 1951) es un cantante y compositor de blues. Se traslada a Europa en 1970 y actualmente reside en Suecia, junto con su mujer.

## Biografía
El padre de Bibb, Leon, era cantante de teatro musical y se hizo un nombre en la escena folk de Nueva York de los años 60; su tío era el pianista y compositor John Lewis, del Modern Jazz Quartet. Los amigos familiares incluían a Pete Seeger, y al activista/ cantante/ actor Paul Robeson, su padrino.
Esté le regaló su primera guitarra acústica de cuerdas metálicas a los siete años. Creció rodeado de talento, recuerda una conversación de niñez con Bob Dylan, quién, sobre el tema de como tocar la guitarra le aconsejó cuando Bibb tenía 11 años "hacerlo sencillo, olvidar las florituras elegantes" (como cuenta en  "The Transatlantic Sessions 5"  programa y DVD de la BBC).

Bibb recuerda de sus años de adolescente:
 Cuándo todo el mundo quería estar fuera de casa yo buceaba entre multitud de discos y hacía de mi propio DJ todo el día, durante mucho tiempo, poniendo a Odetta, Joan Baez, los New Lost City Ramblers, Josh White... 
A los 16 años, su padre le invitó a tocar la guitarra en la banda de casa para su talent show de televisión "Alguien Nuevo".  Bill Lee, quién tocó el bajo en esta banda, más tarde apareció en los álbumes de Bibb Me To You y Friends . En 1969, Bibb tocó la guitarra para la Negro Ensemble Company en St. Mark's Place en Nueva York. Se matriculó para estudiar Psicología y Ruso en la Columbia University, pero no acabó estos estudios. El año siguiente, a los 19 años, partió para París, donde conoció al guitarrista Mickey Baker quién centró su interés en la guitarra de blues.
Bibb se trasladó a Estocolmo, donde se interesó en el pre-guerra blues y la música mundial recién descubierta, mientras continúa escribiendo y actuando. Good Stuff fue publicado en 1997 en Opus 3 y la etiqueta americana Earthbeat. Bibb firmó con el sello británico Code Blue, pero solo publicó un álbum, Me to You, incluyendo apariciones de algunos de sus héroes personales, Pops y Mavis Staples, y Taj Mahal. Esto fue seguido por giras en el Reino Unido, EE. UU., Canadá, Francia, Suecia y Alemania.

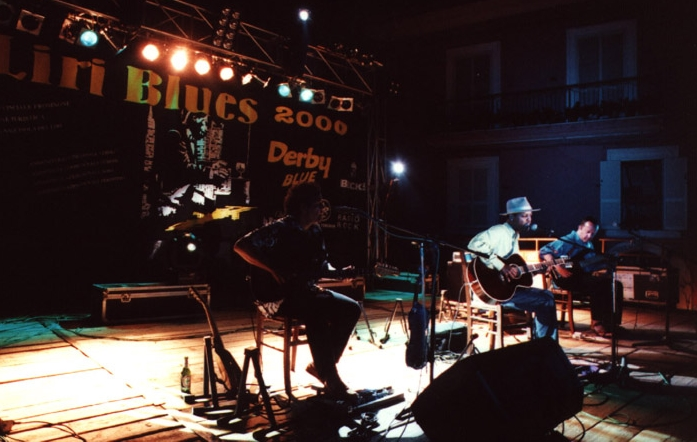
Eric Bibb en el Liri Blues Festival, Italia, en 2000.

A finales de los 90 Bibb unió fuerzas con su entonces mánager Alan Robinson para formar Manhaton Records en Gran Bretaña. Publica los álbumes Home to Me (1999), Roadworks (2000) y Painting Signs (2001) seguidos en 2005 por los realizados para Opus 3, Just Like Love y Spirit & the Blues (Hybrid SACD del1999 Earthbeat). Ahora toca en todo el mundo. Después hace Un Asunto Familiar (2002) con su padre, Leon Bibb. Este fue seguido por Luz Natural. En 2004, Eric Bibb publicó "Amigos" como su lanzamiento de debut bajo Telarc Internacional.  Amigos incluye15 pistas que presentan a Bibb haciendo dúos con amigos y músicos que ha conocido en sus viajes como Taj Mahal, Odetta, Charlie Musselwhite, Guy Davis, Mamadou Diabate y Djelimady Toukara.
Bibb ha permanecido con Telarc Records desde 2004 publicando varios álbumes que incluyen "A Ship Called Love" en 2005, "Diamond Days" en 2007, y "Spirit I Am" en 2008.  Bibb publicó "Booker's Guitar" en enero de 2010 con música del Maestro de Guitarra del Delta, Booker White, también conocido como Bukka White. En noviembre de 2011 firmó con Stony Plain Records .
En agosto de 2011 se casa con su socia y mánager Sari Matinlassi-Bibb, a quien había conocido tiempo atrás mientras hacía una gira en Australia.

## Estilo y mensaje
Su acompañante a la armónica Jean-Jacques Milteau lo define así: "Probablemente compararía a Bibb al Reverendo Gary Davis, que sigue siendo más un predicador que un músico de blues. Eric posee una gran versatilidad instrumental. Ahora no existe el aislamiento cultural que produjo la especificidad de la mayoría de los grandes del blues. Aunque Leadbelly, por ejemplo, fue un artista crossover, en la terminología actual: abrazó varios estilos. Parece que el caso se encuentra entre muchos bluesmen, al menos cuando tocaban frente a una audiencia diversa en la calle, por ejemplo. Son los productores de sus registros los que les limitan a los confines del blues por razones estrictamente musicales... Los blues para los negros. La música country para los blancos. Debemos escuchar los blues de Jimmie Rodgers y Hank Williams y las baladas de Mississippi John Hurt, Jesse Fuller o Snooks Eaglin. Gracias a Dios, la vida no es tan negra o blanca! "
Bibb dice de su álbum de 2017 Migration Blues: "Yo canto la migración de hoy día como el éxodo en el que millones de afroamericanos querían escapar de la segregación brutal y la miseria económica rural del sur a las ciudades industriales del Norte." "El mundo salta de drama en drama. Todos sentimos la necesidad de comprender. ¿Qué otra opción tenemos que ponernos en movimiento, para adaptarnos sin dejar de ser generosos? Tengo más de sesenta años, pero me jacto de emocionarme como un adolescente ("como un adolescente de 15"). Después de haber optado por el exilio muy pronto en mi vida. Eso me dio los medios para crecer. Yo vivo en Estocolmo. Sin embargo, después de los mandatos de Obama, siento en Escandinavia, la ansiedad de la juventud americana: Debo admitir que con modelos como Trump, a los jóvenes no se les ayuda! Para aquellos que necesitan un hogar fuera de su tierra, doy el siguiente consejo: viajen... ustedes no tienen cabida en los EE.UU.! Me siento cerca de un venezolano, un armenio o un serbio. En París, he aprendido mil veces más sobre las raíces de la música negra que si me hubiera quedado plantado en Nueva York! Grandes bluesmen como JB Lenoir, Big Joe Williams y Robert Pete Johnson dejaron huellas y un patrimonio considerable en Suecia. Allí me encontré con mis raíces ".

## Premios
Bibb ha recibido una nominación Grammy para Shakin' a Tailfeather.  Ha sido nominado para varios W.C. Handy Awards. Nominado Acoustic Blues Album of the Year por Spirit and the Blues en 2000; por Home to Me en 2001; por Natural Light en 2004; por A Ship Called Love en 2006. Nominado Acoustic Blues Artist of the Year en 2002; 2004; 2005; 2006; 2008 y 2013.

## Discografía

### Álbumes de estudio
- Ain't It Grand (MNW, 1972)
- Rainbow People (Opus 3, 1977)

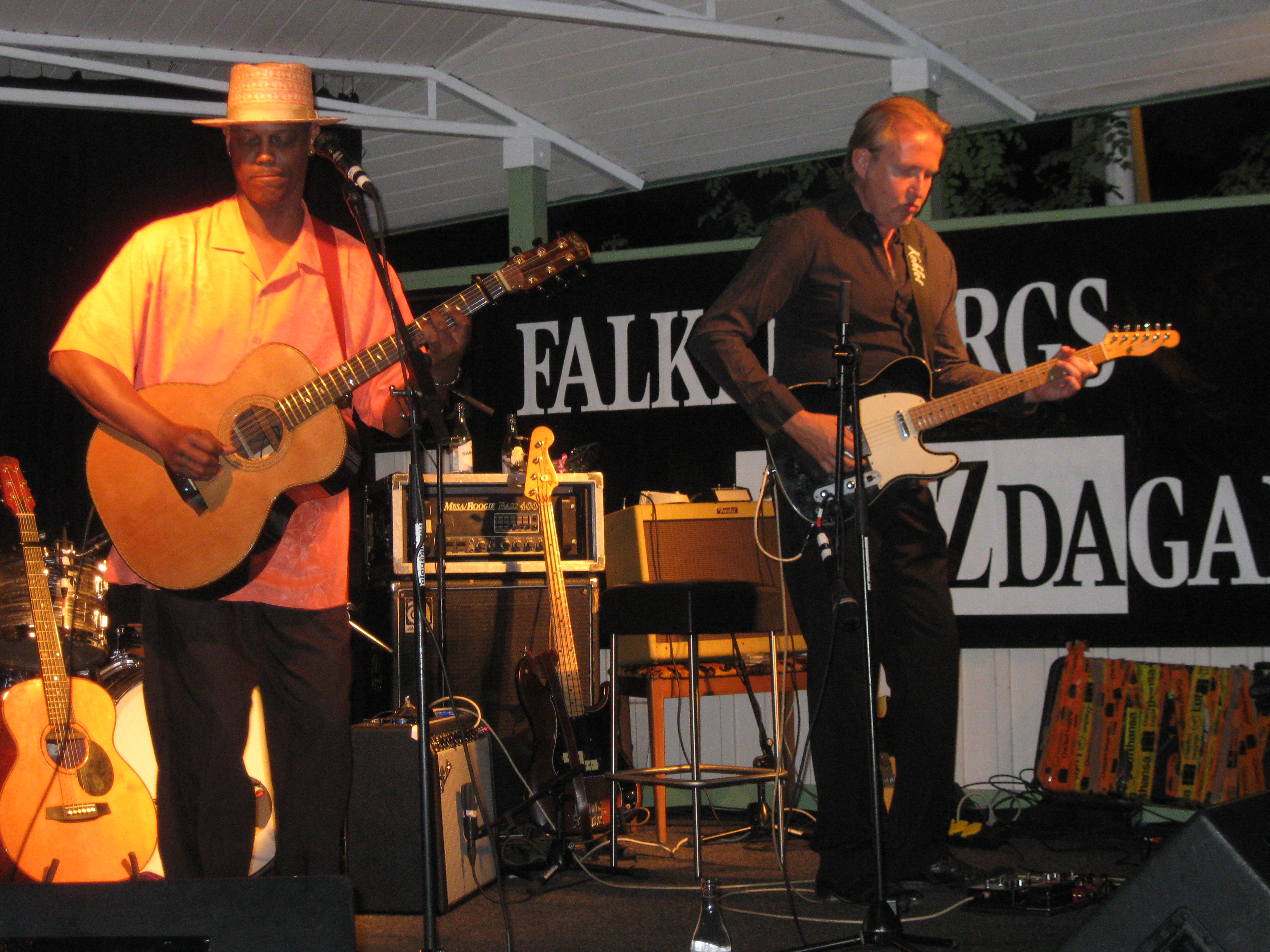
Eric Bibb & Staffan Astner

- Golden Apples of the Sun (Opus 3, 1983)
- Me to You (Code Blue, 1997)
- Home to Me (Ruf, 1999)
- Roadworks (Ruf, 2000)
- Just Like Love (Opus 3, 2000)
- Painting Signs (Ruf, 2001)
- Natural Light (Manhaton, 2003)
- A Ship Called Love (Telarc, 2005)
- Diamond Days (Telarc, 2006)
- 12 Gates to the City (Luna, 2006)
- Get On Board (2008)
- Spirit I Am (2008)
- Booker's Guitar (Telarc, 2010)
- Blues Ballads & Work Songs (Opus 3, 2011)
- Deeper in the Well (Stony Plain, 2012)
- Jericho Road (Stony Plain, 2013)
- The Haven (Luna, 2011)
- Blues People (Stony Plain, 2014)

- Migration Blues (Stony Plain, 2017)

### Álbumes Colaborativos
- Cyndee Peters & Eric Bibb: Olikalikadant (Caprice, 1978)Francesco Piu and Eric Bibb

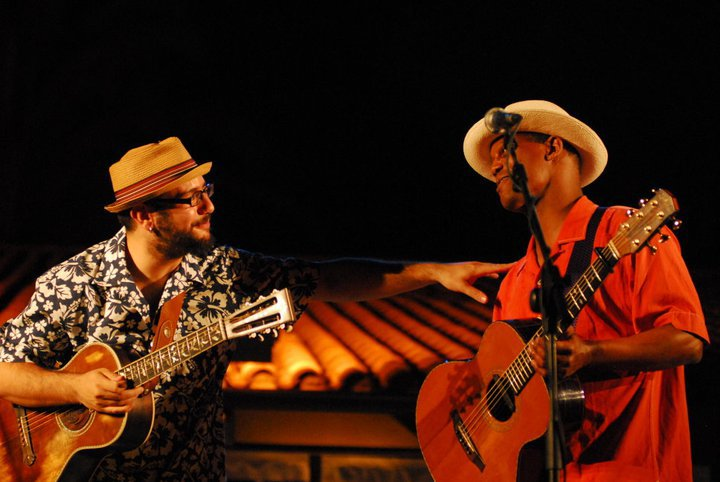
Francesco Piu and Eric Bibb

- Eric Bibb & Bert Deivert: April Fools (Opus 3, 1979)
- Eric Bibb & Bert Deivert: River Road (Opus 3, 1980)
- Eric Bibb & Friends: Songs for Peace (Opus 3, 1982)
- Eric Bibb & Bert Deivert: Hello Stranger (Opus 3, 1983)
- Cyndee Peters & Eric Bibb: A Collection Of Cyndee Peters & Eric Bibb (Opus 3, 1993)
- Eric Bibb & Needed Time: Spirit & The Blues (Opus 3, 1994)
- Eric Bibb & Needed Time: Good Stuff (Opus 3, 1997)
- Leon & Eric Bibb: A Family Affair (Manhaton, 2002)
- Eric Bibb, Rory Block, & Maria Muldaur: Sisters & Brothers (Telarc, 2004)
- Eric Bibb & Friends: Friends (Telarc, 2004)
- Leon & Eric Bibb: Praising Peace: A Tribute to Paul Robeson (Stony Plain, 2006)
- Habib Koité - Eric Bibb: Brothers in Bamako (Stony Plain, 2012)
- Eric Bibb & Andrew Maxfield: Celebrating Wendell Berry in Music (2013)[16]
- Eric Bibb, Ale Möller & Knut Reiersrud: Blues Detour (2014)
- Eric Bibb & JJ Milteau: Lead Belly's Gold (Dixiefrog, 2015)

### Álbumes en vivo
- Live At The Basement (2002)
- An Evening with Eric Bibb (2007)
- Live À FIP (a.k.a. Live At FIP) (Dixiefrog, 2009)
- Troubadour Live With Staffan Astner (Telarc, 2011)

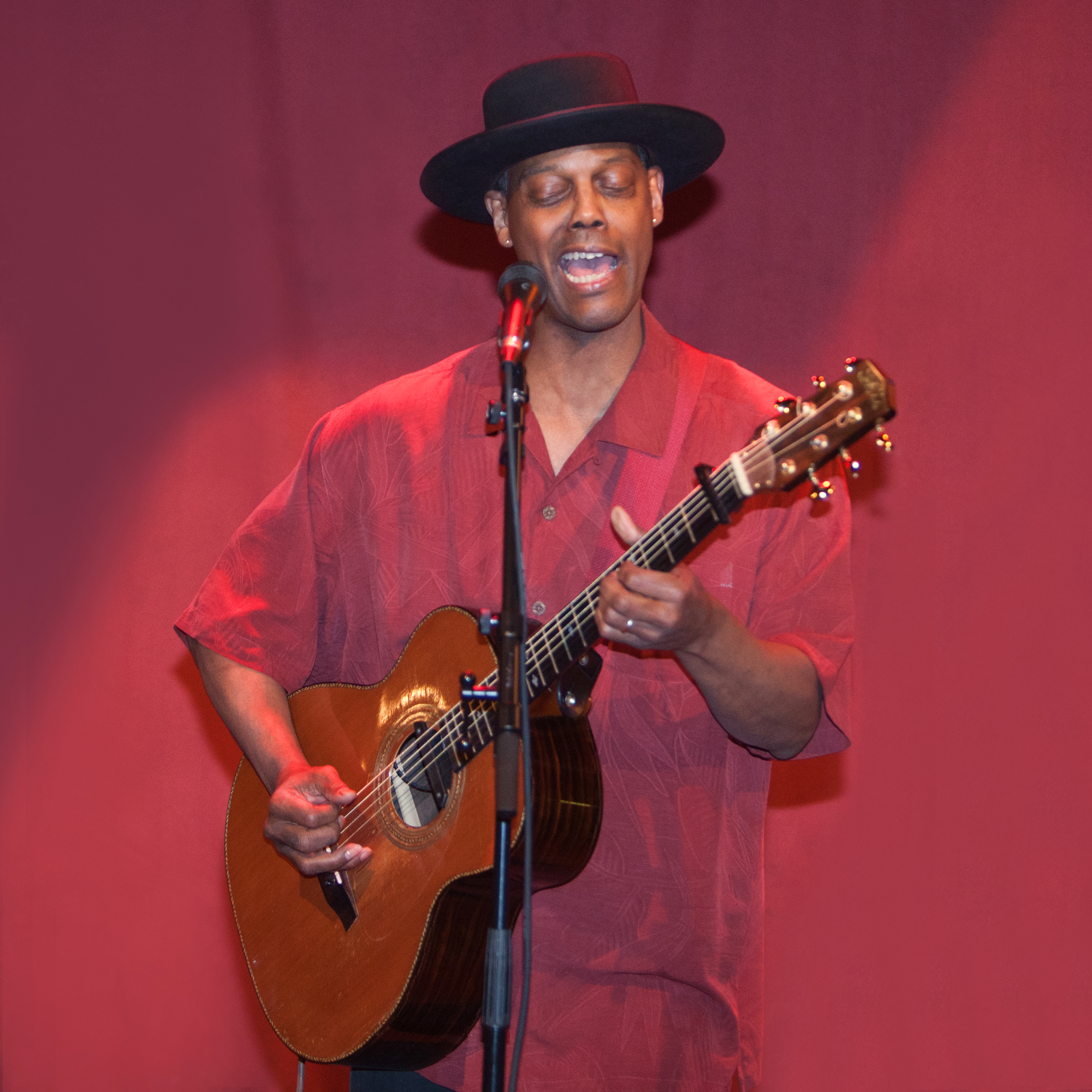
Eric Bibb 2012

### DVD
- Up Close With Eric Bibb (2008)
- Live At The Basement (2010)
- The Guitar Artistry Of Eric Bibb (2011)

### Selección de apariciones especiales & compilaciones
- Cyndee Peters: När Morgonstjärnan Brinner (1987)
- Linda Tillery & The Cultural Heritage Choir, Taj Mahal, & Eric Bibb: Shakin' A Tailfeather (1997)
- Various artists: Jazz FM Presents Absolute Blues (1997)
- Various artists: Bob Harris Presents (Volume 1) (1999)
- Various artists: Hippity Hop (1999)
- Various artists: All You Need Is Love (Beatles Songs For Kids) (1999)
- Various artists: Putumayo Presents Mali To Memphis (An African-American Odyssey) (1999)
- Various artists: Putumayo Presents World Playground (A Musical Adventure For Kids) (1999)
- Various artists: Screamin' & Hollerin' The Blues (2000)
- Various artists: Blue Haze (Songs Of Jimi Hendrix) (2000)
- Jools Holland & His Rhythm & Blues Orchestra: Jools Holland's Big Band Rhythm & Blues (2001)
- Various artists: Putumayo Kids Presents Reggae Playground (2006)
- Eric Bibb: Eric Bibb, A Retrospective ‒ with new studio track, "Trust the Dawn", and live track, "Saucer & Cup" (2006)